# 薩特爾諾克山
46°41′38″N 13°11′17″E / 46.69389°N 13.18806°E
薩特爾諾克山（德語：Sattelnock），是奧地利的山峰，位於該國南部，由克恩頓州負責管轄，屬於蓋爾塔爾阿爾卑斯山脈的一部分，海拔高度2,033米，山體由石灰岩和白雲岩組成。